# Tipula hirsuta
Tipula hirsuta är en tvåvingeart som beskrevs av Doane 1901. Tipula hirsuta ingår i släktet Tipula och familjen storharkrankar. Inga underarter finns listade i Catalogue of Life.